# Michel Tapié
Michel Tapié de Céleyran (Senouillac, 26 febbraio 1909 – Courbevoie, 30 luglio 1987) è stato un critico d'arte francese.
Ha organizzato importanti mostre ed è stato un teorico di fama internazionale. È stato uno dei promotori principali dell'«arte informale».